# Miniere dell'Alta Val Sesia

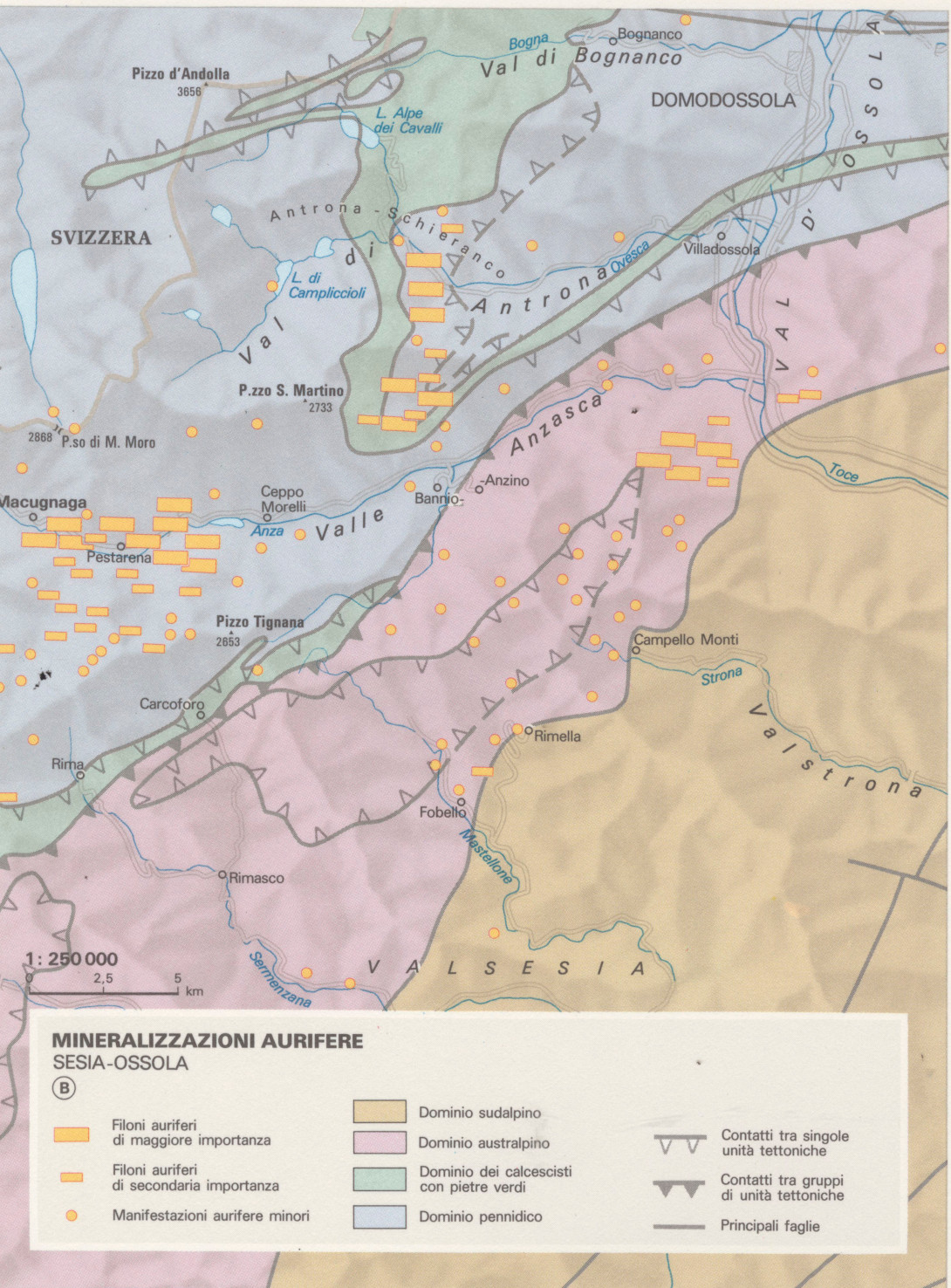
Mineralizzazioni aurifere del Sesia-Ossola

L'estrazione mineraria sui monti dell'alta Valsesia risale all'epoca antica, ma è difficile appurare il periodo esatto dei primi scavi minerari nel territorio alagnese.

## Storia

### Le origini
Secondo alcune fonti storiche locali già durante il secolo XVI la famiglia degli Scarognini, di Varallo Sesia avrebbe iniziato lo sfruttamento delle miniere d'oro. È solo dal 1592 che si hanno notizie sicure, allorché alcuni locali chiesero ed ottennero dal governatore di Milano il permesso di scavare.
Nel corso del secolo XVII lo sfruttamento avvenne soprattutto grazie all'opera della famiglia d'Adda, di origini milanesi, imparentatasi verso la metà del Cinquecento con quella degli Scarognini. Nel 1707 la Valsesia venne ceduta, grazie al Trattato di Torino stipulato nel 1703, allo stato sabaudo, che
giunse progressivamente a una gestione diretta delle miniere tramite una compagnia di minatori-artiglieri.

### Cambio di paradigma
Grazie all'interessamento del Piemonte furono attuati grandi progetti, tra cui la costruzione di una fonderia a Scopello in cui avveniva la lavorazione del minerale proveniente da Alagna. I Savoia, cinque anni dopo l'annessione della Valsesia, iniziarono le operazioni di scavo nelle miniere di rame affidando il compito di sovraintendere ai lavori a Lorenzo Deriva, Nicolao Muhlam ed infine al capitano di artiglieria Antonio Benedetto Nicolis de Robilant.

### L'immigrazione e la dominazione Napoleonica
Lo sfruttamento delle miniere fece confluire su Alagna un gran numero di minatori che contribuirono a modificare l'assetto demografico e sociale del villaggio e delle frazioni. Nell'Ottocento con la dominazione napoleonica, Alagna visse un breve periodo che vide la vallata assurdamente divisa in due dal fiume Sesia, tra la Repubblica Cisalpina, poi Regno d'Italia ed il Piemonte. Durante tale periodo le miniere d' oro, di ferro e di rame, furono date in concessione a Giovanni Giuseppe Gianoli e Giacomo, Bernardo e Luigi Pansiotti.

### Gli antenati di Paolo d'Adda Salvaterra
Nel 1823 il marchese Paolo d'Adda Salvaterra mostrando tutti i privilegi che i suoi antenati avevano ottenuto in passato chiese ed ottenne, dallo stato la concessione delle miniere, riprendendo i lavori sotto la direzione di Gerolamo Beliacqua e Giovanni Arnelli.
Nel 1852 dopo diverse vicissitudini, il governo decise di vendere all'asta pubblica miniere e impianti: se li aggiudicò entrambi l'ingegner Carlo Noè della Società anonima per lo sfruttamento delle miniere di Alagna e Scopello. Ma da quel momento in poi il ricavato delle stesse calò sempre più fino ad essere abbandonate dopo l'unità di Italia. 
Nel 1891 la società fallì e lo stato di abbandono delle miniere, dei materiali e degli attrezzi continuò per alcuni anni, finché si interessarono ad esse alcuni gruppi finanziari inglesi e francesi. I lavori ripresero con rinnovato fervore, finché nel 1894 intervenne la Monte Rosa Gold Mining Company che intraprese scavi in diverse località.

### Il XX secolo
Dal 1900 al 1901 le miniere rimasero inattive e dopo quattro anni viste le difficoltà subentrò una nuova società, la New Monte Rosa. Sotto la sua direzione i lavori ripresero a pieno ritmo e gli operai e gli impiegati raggiunsero la cifra di 85 unità.
Tra vicende alterne si giunse alla prima guerra mondiale durante la quale divenne proprietaria la Società Italiana Prodotti Esplodenti di Milano. Tra le due guerre mondiali aumentarono le ricerche di metalli su tutto il territorio nazionale e nel 1938 la Fiat sezione Ferriere piemontesi iniziò lo sfruttamento di un giacimento di manganese sotto la località Belvedere. 
Durante la seconda guerra mondiale tra il 1940-1945 la miniera visse nuovamente una fase di stallo a causa delle difficoltà di approvvigionamento di combustibile. Dopo la guerra venne costituita una nuova società, la Gold Mining Monterosa S.p.A. che doveva occuparsi dello sfruttamento di un giacimento aurifero, ma nel 1956 anche la Gold Mining fallì. 
Nel 1961 subentrò la Società Miniere Fragné-Chialamberto che ottenne i permessi per lo sfruttamento di una miniera di rame, ma la diminuzione del prezzo del rame la costrinse nel 1981 alla definitiva sospensione dell'attività. Dal 1985 le concessioni sono passate alla Veneta Mineraria S.p.A. che tiene in attività solo la miniera di feldspato.